# Yvan Delporte
Yvan Delporte (Bruxelles, 24 giugno 1928 – Bruxelles, 5 marzo 2007) è stato un fumettista e editore belga.
Era capo redattore della rivista Spirou dal 1955 al 1968, e fu autore delle storie di René Hausman (Saki), Gérald Forton (Alain Cardan), Jean Roba (La Rimbambelle), Jidéhem (Starter). La sua collaborazione più nota e più felice fu tuttavia quella con Peyo per I Puffi, collaborazione che andò avanti anche negli anni successivi (fino a che, nel 1989, Delporte divenne addirittura l'editore della rivista Schtroumpf).
Successivamente a quel periodo, strinse uno stretto rapporto anche con André Franquin, con cui condivise dal 1977 la responsabilità di Le Trombone illustré, supplemento di Spirou rivolto ad un pubblico più adulto.
Ha collaborato con diverse riviste belghe e olandesi.